# 川勝堅一
川勝 堅一（かわかつ けんいち、1892年 - 1979年）は、日本の実業家、美術品収集家。

## 来歴・人物
京都府亀岡市生まれ。1907年、京都府富本高等小学校卒業後、翌年に京都髙島屋に就職した。1919年、高島屋東京支店の宣伝部長となった。1927年、高島屋大阪長堀支店支配人を経て、1933年には高島屋の総支配人となった。1942年、高島屋の常務取締役。戦後、1957年には横浜高島屋専務取締役となり、その経営に重きをなした。この高島屋在職中に、商工省工芸審査委員、同省貿易局輸出工芸振興展審査委員、通産省デザイン奨励審議会委員などを歴任。1963年、工芸デザイン育成の功績により藍綬褒章を受けた。

## 河井寛次郎との交友
1921年、「第1回創作陶磁展」のため河井寛次郎が上京したとき、川勝は会場であった高島屋東京支店の宣伝部長であった。ふたりは出会った時から意気投合し、生涯親交を結ぶこととなった。川勝は河井寛次郎を心から応援し、その作品収集に情熱をかたむけた。また、河井寛次郎も窯を炊くたびに良い作品を川勝にゆずった。川勝が河井寛次郎に内緒で、1937年のパリ万国博覧会と1957年のミラノ・トリエンナーレ国際工芸展に出品し、いずれもグランプリを受賞したエピソードはよく知られている。川勝が所蔵していた河井寛次郎の代表的な作品425点が、現在、京都国立近代美術館に「川勝コレクション」として収蔵されている。

## 主著
- 『日本橋の奇蹟』 実業之日本社、1957年
- 『サービス』 ダイヤモンド社、1959年
- 『川勝コレクション特選集』 平凡社、1971年
- 『画信雁信抄』 川勝亦楽窓（編）、平凡社、1971年